# Valorian
Valorian es un sindicato independiente español. Ideológicamente el sindicato aboga por un entendimiento entre los trabajadores y la empresa, en calidad de sindicato amarillo (en oposición a los sindicatos tradicionales, más conflictivos y menos interesados el funcionamiento económico de la empresa).Se fundó en 2023 mediante la fusión de 3 sindicatos, destacando FASGA, sindicato promovido por el grupo El Corte Inglés desde 1978.

## Historia
Se creó como Federación de Asociaciones Sindicales de Grandes Almacenes (FASGA) en 1978 por los empleados de El Corte Inglés, donde es el sindicato mayoritario desde entonces. En 1986 comenzó a trabajar con el Sindicato Profesional de Viajes (SPV) y el Sindicato Profesional de Seguros (SPS), con los que se fusionó en 2023, pasando a denominarse Valorian.
Históricamente a FASGA se le ha considerado un sindicato amarillo, puesto que mantenía estrechas relaciones con la empresa y una baja conflictividad laboral. Por ejemplo, una parte de los cargos de Recursos Humanos de El Corte Inglés habían sido cargos del sindicato previamente.En las elecciones sindicales de 2018 el sindicato obtuvo el 53% de representación en dicha empresa, superando a los tradicionales sindicatos de izquierdas CCOO y UGT.